# Тархоня
Тархоня (угор. tarhonya), також торгоня — традиційні угорські макаронні вироби, які через невеликий розмір інколи розглядають як різновид галушок. Окрім своєї історичної батьківщини також поширені в сусідніх країнах: в Україні на Закарпатті, Словаччині, Німеччині, Румунії.

## Назва
Перші згадки про тархоню знаходять ще у рукописних угорських куховарських книгах XVI століття. Назва продукту, найімовірніше, походить від турецького слова тархана (tarhana) або перського tarkhane, яким означають схожий напівфабрикат із кислого тіста. В німецькій мові цей продукт називають eiergraupen, в англійській egg barley — «яєчний ячмінь», тому що крихітні шматочки тархоні схожі на перлову крупу.

## Приготування

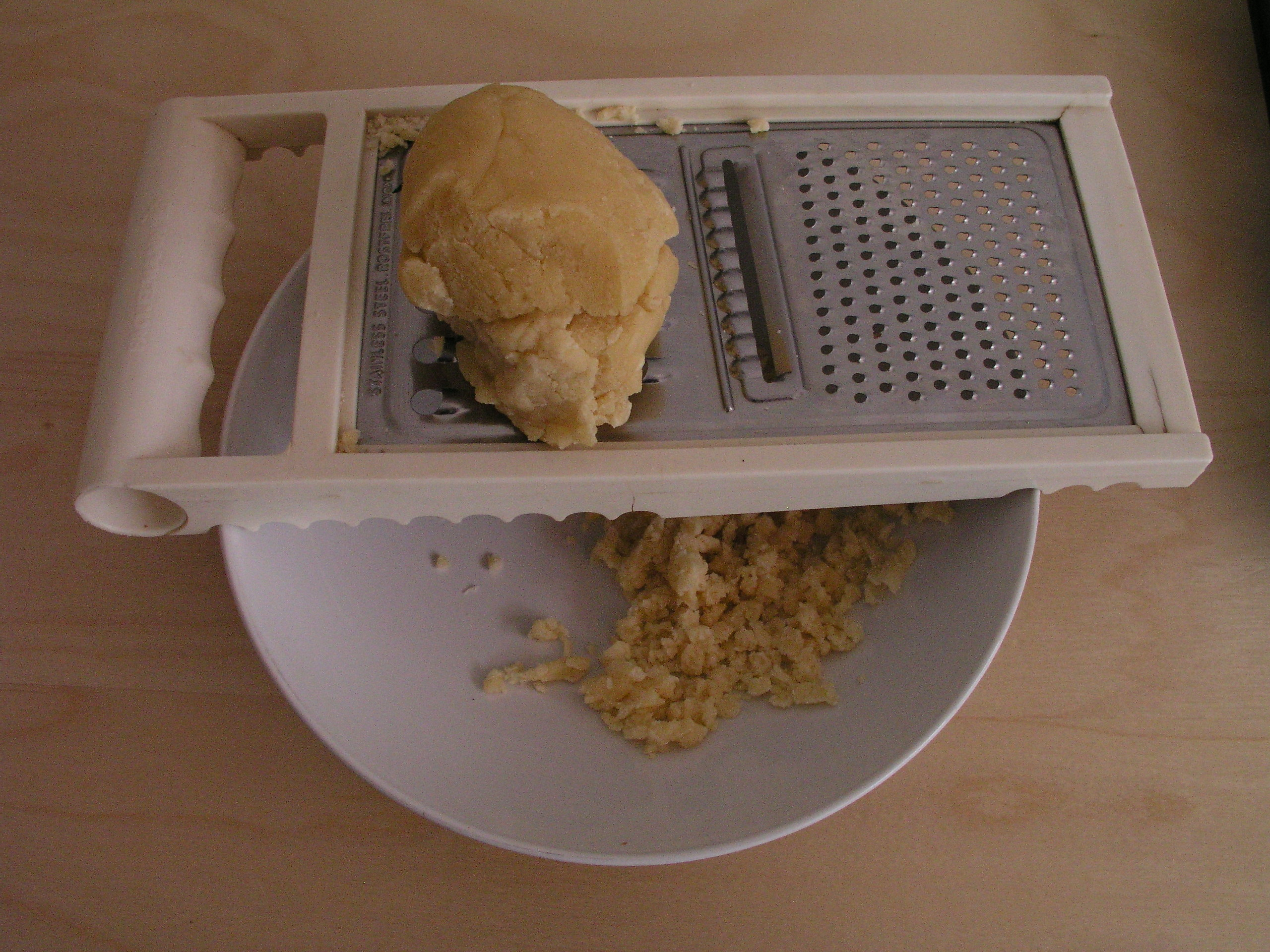
Приготування тархоні в домашніх умовах

Тархоню виготовляють з борошна, замішаного з курячими яйцями і невеликою кількістю підсоленої води. З цієї суміші отримують круте тісто, яке пропускають через велике сито, внаслідок чого утворюються маленькі грудочки. В давнину тархоню виготовляли вручну у домашніх умовах, попри те, що цей процес був дуже трудомістким. Наразі вона виробляється промисловим способом і продається в Угорщині, Австрії (нім. Eiergraupen) та Словаччині (словацьк. Tarhoňa).
Сушена тархоня може зберігатися у лляних мішках в провітрюваному місці протягом кількох місяців. Саме тому вона була раніше традиційним продуктом харчування селян і пастухів, які тушкували її з паприкою і копченим шпиком на багатті.
В сучасній кухні тархоня додається в супи, а також використовується як гарнір до страв із яєць, м'яса (наприклад, пьоркьольту, смаженої птиці, сосисок), овочевих рагу. В Угорщині тархоня, обсмажена в киплячій олії або смальці, виступає окремою стравою.